# Robin Hood Airport Doncaster Sheffield

i7
i11
i13
Der Robin Hood Airport Doncaster Sheffield (IATA-Code: DSA, ICAO-Code: EGCN) ist der Flughafen der Städte Doncaster und Sheffield, er wurde bis 2022 für internationale und nationale Verkehrsdienste genutzt. Er besitzt eine Start- und Landebahn. Betrieben wird er von der britischen Peel Group.

## Geschichte

### RAF Finningley
Die Ursprünge des heutigen Flughafens von Sheffield reichen zurück bis in die Zeit des Ersten Weltkriegs, als Finningley 1915 als Militärflugplatz des Royal Flying Corps (RFC) eröffnet wurde. Das Flugfeld wurde Basis von Jagdflugzeugen des Typs Royal Aircraft Factory B.E.2, die bei der Abwehr von Zeppelinen zum Einsatz kamen.
Im Zuge der Hochrüstung im Vorfeld des Zweiten Weltkrieges wurde in den 1930er Jahren mit der Reaktivierung und dem Aus- bzw. Neubau begonnen und bereits ab August 1936, vor der offiziellen Eröffnung am 3. September 1936, beheimatete die Royal Air Force Station Finningley (kurz RAF Finningley) erneut Kampfflugzeuge, zunächst leichte Handley Page Heyford Bomber. In den folgenden Jahren und während des Krieges diente Finningley hauptsächlich der Umschulung von Bomber-Besatzungen. Eine Vielzahl von Trainingseinheiten und weiteren fliegenden Staffeln war hierzu mit den verschiedensten Luftfahrzeugtypen, hauptsächlich Bombern, ausgerüstet. In der Nähe von RAF Finningley befanden sich damals eine Reihe weiterer Flugplätze unter anderem RAF Bawtry, RAF Bircotes, RAF Doncaster, RAF Lindholme, RAF Misson und RAF Sandtoft.

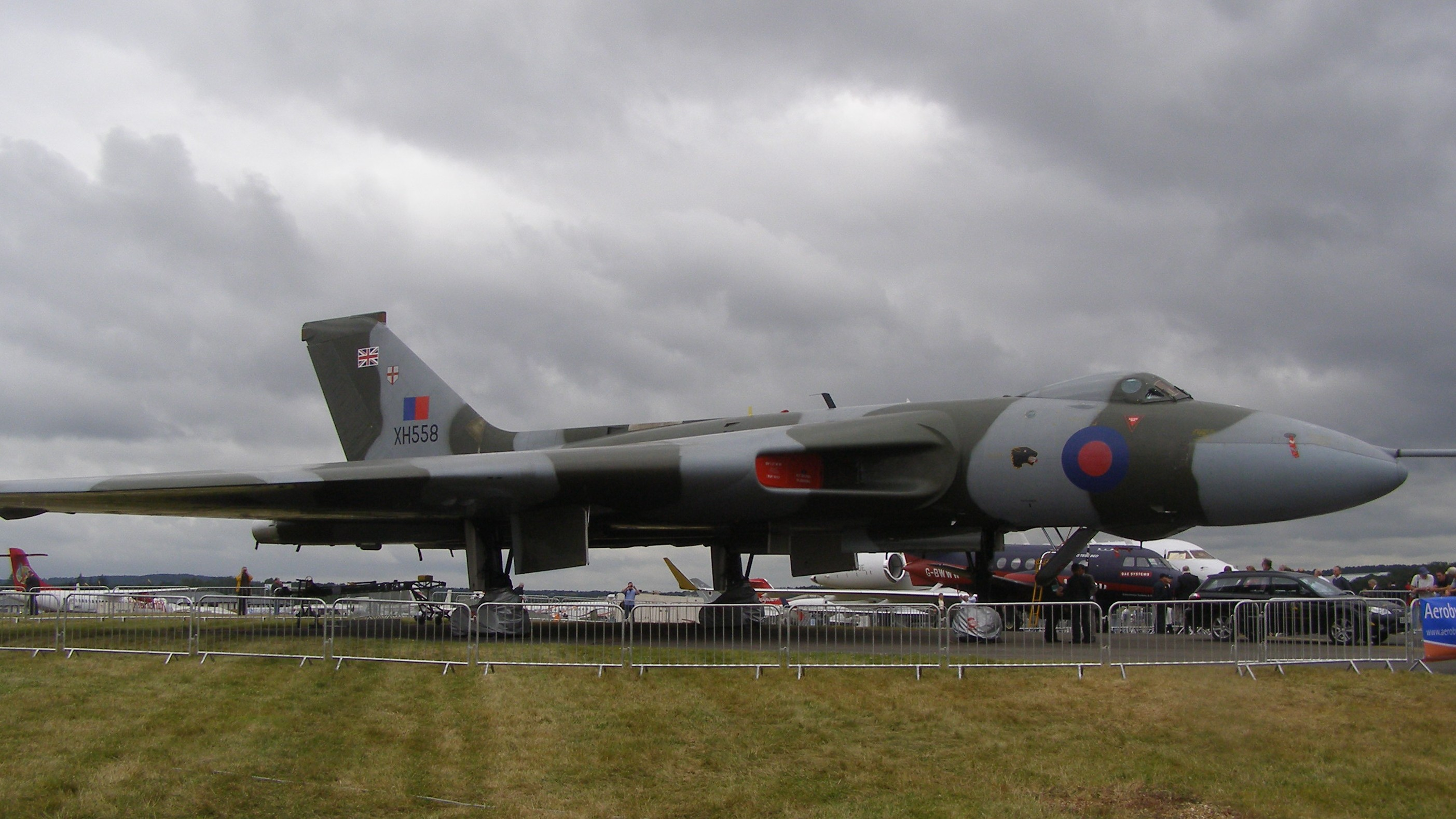
Vulcan XH558, 2008 in Farnborough

Im ersten Nachkriegsjahrzehnt diente die Basis nach wie vor als Trainingsstützpunkt für Tag- und Nachtjäger. Im Kalten Krieg wurde Finningley ausgebaut und Heimatplatz von allen drei Typen Atombomben-bestückter V-Bomber. Der letzte flugtüchtige Bomber aus dieser Zeit, die Avro Vulcan „XH558“ war hier zwischen 1960 und 1968 bei der Umschuleinheit 230. Operational Conversion Unit stationiert.

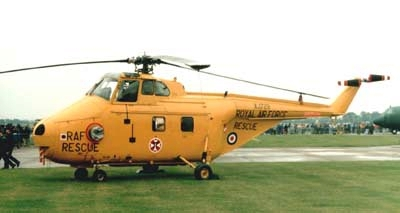
Whirlwind HAR10, RAF Finningley, 1985

Im Mai 1970 wurde RAF Finningley dem RAF Training Command unterstellt, dessen 6. Flying Training School, die mit Dominie T1 und (bis 1976) Varsity ausgerüstet war. Später kamen Jetstream, Jet Provost und Tucano zum Einsatz.
In diesen Jahren war die Station Schauplatz einer alljährlichen „Battle of Britain“ Airshow und 1977 fand hier zu Ehren der Königin die „Queen’s Silver Jubilee Air Show“ statt.
Neben den Schulflugzeugen war der Flugplatz ab 1976 zusätzlich Heimat von SAR-Hubschraubern der Typen Whirlwind HAR10, Wessex HAR2 und Sea King HAR3 sowie Sitz der Stäbe der 22. und 202. Squadron (beide heute in RAF Valley beheimatet).
Im Rahmen der ersten Abrüstungsrunde nach Ende des Kalten Krieges in der ersten Hälfte der 1990er Jahre wurde RAF Finningely 1996 geschlossen.

### Robin Hood Airport Doncaster Sheffield
Nach der Auflösung der Sowjetunion wurde der Flughafen 1996 an die Peel Group verkauft, welche ihn zum zivilen Flughafen umbaute. Der erste kommerzielle Flug startete am 28. April 2005 um 09:15 Uhr nach Palma. Außerdem wurde dort zum Teil die BBC-Mockumentary Come Fly with Me gedreht.

## Fluggesellschaften und Ziele
Der Flughafen wurde ausschließlich durch Billig- und Charterfluggesellschaften genutzt. Die meisten Routen boten Thomson Airways zu Urlaubszielen im Mittelmeerraum sowie Wizz Air nach Osteuropa an.
Im Jahr 2007 wurden zwischenzeitlich wieder eingestellte Langstreckenflüge von Doncaster Sheffield aus angeboten. Flyglobespan flog nach Toronto, Thomson Airways nach Cancún, Puerto Plata und Orlando. Die einzige deutsche Verbindung bestand ab März 2016 kurzzeitig nach Berlin.

## Basisdaten
| Jahr | Passagiere | Flugbewegungen |
| ---- | ---------- | -------------- |
| 2005 | 00600.907  | 05.380         |
| 2006 | 00948.017  | 07.591         |
| 2007 | 01.078.374 | 08.754         |
| 2008 | 00968.481  | 07.426         |
| 2009 | 00835.768  | 06.145         |
| 2010 | 00876.153  | 11.030         |
| 2011 | 00822.877  | 11.876         |
| 2012 | 00693.661  | 11.724         |
| 2013 | 00690.351  | 11.197         |
| 2014 | 00724.885  | 11.697         |
| 2015 | 00857.000  | 11.998         |
| 2016 | 01.256.000 | 16.098         |
| 2017 | 01.336.000 | 17.435         |
| 2018 | 01.222.000 | 18.930         |
| 2019 | 01.408.000 | 23.043         |
| 2020 | 00339.000  | 12.232         |
| 2021 | 00309.000  | 01.147         |
| 2022 | 00960.000  | 15.847         |